# Drescozze
Drescozze (in sloveno Drskovče) è un centro abitato della Slovenia, frazione del comune di San Pietro del Carso.